# 아이 오브 더 스톰 (2011년 영화)
아이 오브 더 스톰(The Eye of the Storm)은 2011년 공개된 오스트레일리아의 드라마 영화이다. 이 영화는 2011년 멜버른 국제 영화제에서 최우수 호주 장편 영화 부문 비평가상을 수상했으며, 2011년 9월에 극장 개봉되었다.

## 줄거리
시드니 교외, 엘리자베스 헌터의 임종을 앞두고 두 간호사, 가정부, 변호사가 그녀를 돌본다. 해외에 살던 그녀의 아들과 딸이 어머니의 임종을 보기 위해 모인다. 엘리자베스 헌터는 죽어가는 순간에도, 살아있을 때처럼 주변 사람들에게 강력한 영향력을 행사한다. 그녀의 권위 아래, 가정과 자녀들은 죽음을 간접적으로 마주하고 삶의 의미를 찾으려 고군분투한다.
어머니에게 사랑받지 못했던 아들 바질은 런던에서 성공했지만 힘겨운 배우 생활을 하고 있고, 딸 도로시는 프랑스 공주이지만 경제적으로 궁핍한 상태다. 그들은 어머니와 화해하려 노력하지만, 오히려 세속적인 세련됨을 잃고 삶에서 방황하게 된다. 자녀들은 거대한 유산을 물려받아 호주를 떠나려는 공통된 목표를 가진다. 시드니 사교계를 헤쳐나가며, 그들은 욕망을 채울 방법을 모색한다. 어머니를 오랫동안 짝사랑했던 가족 변호사 아놀드 와이버드의 도움을 받아, 그들은 어머니를 요양원에 보내 죽음을 앞당기려는 계략을 꾸민다.
직원들은 그들만의 독특한 세계가 곧 끝날 것이라는 불안감에 휩싸인다. 엘리자베스 헌터는 15년 전 사이클론의 눈 속에서 경험했던 겸손과 평온의 상태를 재현하지 못한 것에 대해 깊은 실망감을 고백한다. 자녀들은 생애 처음으로 연민의 의미를 깨닫는다. 격렬한 폭풍우 속에서 엘리자베스 헌터는 의지를 포기하는 것이 아니라 오히려 주장하며 마침내 죽음을 맞이한다. 죽어가는 과정에서 그녀는 사이클론 속에서의 경험을 다시 체험한다. 해변에 서서, 그녀는 주변의 파괴 속에서도 평온하고 고요하다.

## 출연

### 주연
- 제프리 러쉬
- 샬롯 램플링
- 주디 데이비스
- 더스틴 클레어

### 조연
- 콜린 프릴스
- 빌 브라운
- 제인 메네로스
- 헬렌 모스
- 로빈 네빈
- 알렉산드라 쉐피시
- 존 가든

## 기타
- 프로듀서: 그레고리 J. 리드
- 미술: 멜린다 도링
- 세트: 글렌 W. 존슨
- 배역: 닉키 바렛